# Matías Vecino
Matías Vecino Falero (født 24. august 1991) er en uruguayansk professionel fodboldspiller, som spiller for Serie A-klubben Lazio og Uruguays landshold.

## Klubkarriere

### Tidlige karriere
Vecino startede sin klubkarriere i hjemlandet, hvor han repræsenterede de to Montevideo-klubber Central Español og Nacional.

### Fiorentina
I august 2013 skiftede han til den italienske Serie A-klub Fiorentina.

#### Lejeaftaler
Vecino fik meget begrænset spilletid i den første halvdel af hans debutsæson i Italien. Han blev i januar 2014 udlejet til Cagliari. Han blev 2014-15 sæsonen også udlejet, denne gang til Empoli.

#### Gennembrud
Efter at have imponeret hos Empoi, fik Vecino sit gennembrud hos Fiorentina, og blev en fast mand over de næste 2 sæsoner.

### Inter Milan
I sommeren 2015 blev han solgt til Inter Milan for en pris på 24 millioner euro. Han debuterede for klubben 20. august samme år i et Serie A-opgør mod sin gamle klub Fiorentina.
Vecino tilbragte 5 sæsoner i klubben. Han var i starten fast mand, men fik løbende mindre spilletid i løbet af sin tid i klubben.

### Lazio
Efter hans kontrakt udløb med Inter, skiftede Vecino i august 2022 til Lazio.

## Landsholdskarriere

### Ungdomslandshold
Vecino har repræsenteret Uruguay på U/20-niveau.

### Seniorlandshold
Vecino debuterede for Uruguays landshold den 26. marts 2016. Han har været del af Uruguays trupper til flere internationale turneringer, herunder verdensmesterskabet i 2018.

## Titler
Nacional
- Primera División Uruguaya: 1 (2011-12)

Inter Milan
- Serie A: 1 (2020-21)
- Coppa Italia: 1 (2021-22)
- Supercoppa Italiana: 1 (2021)